# Carlo Amedeo di Savoia-Nemours
Carlo Amedeo di Savoia-Nemours (Parigi, 12 aprile 1624 – Parigi, 30 luglio 1652) fu duca del Genevese, duca di Nemours e duca d'Aumale dal 1641.

## Biografia
Figlio di Enrico I di Savoia-Nemours, duca del Genevese e di Nemours, e di Anna di Lorena, duchessa d'Aumale, prese parte attiva ai disordini della Fronda durante l'infanzia di Luigi XIV e comandò l'esercito dei principi con Francesco di Vendôme, duca di Beaufort, suo cognato.
La discordia scoppiata fra i due giunse fino ad una sfida a duello nel corso del quale Carlo Amedeo fu ucciso.

## Discendenza
Egli aveva sposato a Parigi il 1º luglio 1643 Elisabetta di Borbone-Vendôme (1614-1664), detta  Mademoiselle de Vendôme, figlia di Cesare di Borbone-Vendôme e di Francesca di Lorena, duchessa di Mercœur e contessa di Penthièvre.
Dalla coppia nacquero:
- Maria Giovanna Battista (1644 – 1724), andata sposa nel 1665 al duca di Savoia Carlo Emanuele II (1634 – 1675);
- Maria Francesca (1646 – 1683), sposata nel 1668 al re Alfonso VI del Portogallo (1643 – 1683), separata nel 1668 con l'annullamento del matrimonio e rimaritata nello stesso anno al nuovo re Pietro II del Portogallo (1648 – 1706);
- Giuseppe (m. 1649);
- Francesco (m. 1650);
- Carlo Amedeo (m. 1651).

## Ascendenza
|                                |                  |                                | Genitori                       |  |  | Nonni |  |  | Bisnonni                  |  |  | Trisnonni            |  |
|                                |                  |                                |                                |  |  |       |  |  | Filippo di Savoia-Nemours |  |  | Filippo II di Savoia |  |
|                                |                  |                                |                                |  |  |       |  |  | Filippo di Savoia-Nemours |  |  | Filippo II di Savoia |  |
|                                |                  | Claudina di Brosse             |                                |  |  |       |  |  | Filippo di Savoia-Nemours |  |  |                      |  |
| Giacomo di Savoia-Nemours      |                  |                                |                                |  |  |       |  |  | Filippo di Savoia-Nemours |  |  |                      |  |
|                                |                  | Carlotta d'Orléans-Longueville | Luigi d'Orléans-Longueville    |  |  |       |  |  |                           |  |  |                      |  |
|                                |                  | Carlotta d'Orléans-Longueville | Luigi d'Orléans-Longueville    |  |  |       |  |  |                           |  |  |                      |  |
|                                |                  | Carlotta d'Orléans-Longueville | Jeanne de Hochberg             |  |  |       |  |  |                           |  |  |                      |  |
| Enrico I di Savoia-Nemours     |                  | Carlotta d'Orléans-Longueville |                                |  |  |       |  |  |                           |  |  |                      |  |
|                                |                  | Ercole II d'Este               | Alfonso I d'Este               |  |  |       |  |  |                           |  |  |                      |  |
|                                |                  | Ercole II d'Este               | Alfonso I d'Este               |  |  |       |  |  |                           |  |  |                      |  |
|                                |                  | Ercole II d'Este               | Lucrezia Borgia                |  |  |       |  |  |                           |  |  |                      |  |
| Anna d'Este                    |                  | Ercole II d'Este               |                                |  |  |       |  |  |                           |  |  |                      |  |
|                                |                  | Renata di Francia              | Luigi XII di Francia           |  |  |       |  |  |                           |  |  |                      |  |
|                                |                  | Renata di Francia              | Luigi XII di Francia           |  |  |       |  |  |                           |  |  |                      |  |
|                                |                  | Renata di Francia              | Anna di Bretagna               |  |  |       |  |  |                           |  |  |                      |  |
| Carlo Amedeo di Savoia-Nemours |                  | Renata di Francia              |                                |  |  |       |  |  |                           |  |  |                      |  |
|                                | Claudio di Guisa | Claudio I di Guisa             |                                |  |  |       |  |  |                           |  |  |                      |  |
|                                | Claudio di Guisa | Claudio I di Guisa             |                                |  |  |       |  |  |                           |  |  |                      |  |
|                                | Claudio di Guisa | Antonia di Borbone-Vendôme     |                                |  |  |       |  |  |                           |  |  |                      |  |
| Carlo di Guisa                 | Claudio di Guisa |                                |                                |  |  |       |  |  |                           |  |  |                      |  |
|                                |                  | Luisa di Brézé                 | Luigi di Brézé                 |  |  |       |  |  |                           |  |  |                      |  |
|                                |                  | Luisa di Brézé                 | Luigi di Brézé                 |  |  |       |  |  |                           |  |  |                      |  |
|                                |                  | Luisa di Brézé                 | Diana di Poitiers              |  |  |       |  |  |                           |  |  |                      |  |
| Anna di Guisa                  |                  | Luisa di Brézé                 |                                |  |  |       |  |  |                           |  |  |                      |  |
|                                |                  | Renato di Guisa                | Claudio I di Guisa             |  |  |       |  |  |                           |  |  |                      |  |
|                                |                  | Renato di Guisa                | Claudio I di Guisa             |  |  |       |  |  |                           |  |  |                      |  |
|                                |                  | Renato di Guisa                | Antonia di Borbone-Vendôme     |  |  |       |  |  |                           |  |  |                      |  |
| Maria di Lorena-Elbeuf         |                  | Renato di Guisa                |                                |  |  |       |  |  |                           |  |  |                      |  |
|                                |                  | Luisa di Rieux                 | Claudio di Rieux               |  |  |       |  |  |                           |  |  |                      |  |
|                                |                  | Luisa di Rieux                 | Claudio di Rieux               |  |  |       |  |  |                           |  |  |                      |  |
|                                |                  | Luisa di Rieux                 | Susanna di Borbone-Montpensier |  |  |       |  |  |                           |  |  |                      |  |
|                                |                  | Luisa di Rieux                 |                                |  |  |       |  |  |                           |  |  |                      |  |